# بحر بوفورت
بحر بوفورت (بالإنجليزية: Beaufort Sea، بالفرنسية:mer de Beaufort)‏ هو بحر هامشي في المحيط المتجمد الشمالي، يقع إلى الشمال من الأقاليم الشمالية الغربية، ويوكون، وألاسكا، إلى الغرب من جزر القطب الشمالي في كندا. سمى البحر على واصف المياه السير فرانسيس بوفورت. يصب نهر ماكينزي الكبير في الجزء الكندي من البحر، إلى الغرب من توكتوياكتوك، التي تعد واحدة من المستوطنات القليلة على شواطئ هذا البحر.